# آنا سلون
آنا سلون (بالإنجليزية: Anna Sloan)‏ هي لاعبة كيرلنغ سكتلندية ولدت في 5 فبراير 1991،فازت بالميدالية البرونزية مع فريقها في أولمبياد 2014.

## روابط خارجية
- آنا سلون على موقع الاتحاد الدولي للكرلنغ (الإنجليزية)
- آنا سلون على موقع اللجنة الأولمبية الدولية (الإنجليزية)
- آنا سلون على موقع أوليمبيديا (الإنجليزية)
- آنا سلون على موقع اللجنة الأولمبية البريطانية (الإنجليزية)